# Stalham
Stalham è un paese di 2 951 abitanti della contea del Norfolk, in Inghilterra.